# Lac de Tseuzier
Het Lac de Tseuzier is een stuwmeer op een hoogte van 1.777 m gelegen in de vallei van de Lienne in de zuidelijke Berner Alpen in het kanton Wallis / Valais in Zwitserland. Het Lac de Tseuzier ligt in de buurt van het vakantiedorp Anzère. Hogerop in de Liennevallei, bij de bron van de Lienne, ligt de Rawilpas met de doorgang naar het Berner Oberland. 
De oppervlakte van het stuwmeer bedraagt 0,85 km² en doorheen het stuwmeer loopt de gemeentegrens tussen de gemeenten Ayent en Icogne. Het peil van het meer is het laagst in april en volledig gevuld in september. Bij maximaal volume houdt de stuwdam 51 miljoen m³ in het stuwmeer.
De Tseuzierdam, soms ook bekend als de Rawildam, is een boogdam met een hoogte van 156 m in de vallei van de Lienne, een rechterzijrivier van de Rhône. De stuwdam werd in 1957 in gebruik genomen. Aan de kroon van de stuwdam heeft deze een lengte van 256 m en een breedte van 7 m.  Aan de basis is de dam 26 m dik.  Er werd 300.000 m³ beton gebruikt in de constructie. Naast de stuwdam is ter afscherming van de vallei ook nog een aarden dam versterkt met beton opgeworpen, de 20 m hoge Proz-Riond-dijk. Deze heeft een lengte van 155 m en een dikte van 8 m.  Voor deze dijk werd 66.500 m³ beton gebruikt.
In 1978, na het boren van proefboringen bij de plannen om een wegtunnel onder de Rawilpas aan te leggen, werd de stuwdam zwaar beschadigd toen een grote waterverplaatsing ontstond tijdens de boringen. Het was een van de redenen waarom het project voor de aanleg van een nationale weg met tunnel onder de Rawilpas werd stopgezet. De stuwdam werd vervolgens hersteld en het meer herstelde zich tot het normale waterniveau bij het volgende seizoen.
Het meer van Tseuzier is met de wagen bereikbaar via Ayent en wordt in de zomer ook vijf dagen per week bediend met een postbus evenwel niet in het aanbod en uitgebaat door PostAuto maar door Shuttle Bus Anzère Liberté, een initiatief van de toeristische dienst van Anzère. De weg is in de winter en het vroege voorjaar de laatste kilometers gesloten vanwege sneeuw- en lawinegevaar.
Een wandelpad rond het meer vergt iets meer dan een uur, wandelingen langs de beide valleiflanken naar respectievelijk Anzère en Crans-Montana vergen een paar uur, maar zonder grote niveauverschillen door de ligging van de wandelwegen langs bisses.

## Elektriciteitsproductie
De exploitant van deze dam is het bedrijf Électricité de la Lienne SA, opgericht op 23 juni 1953. De drie aandeelhouders, de stad Sion, het kanton Basel-Stadt en BKW FMB Energie Ltd, bezitten elk een derde.
Elektriciteit wordt geproduceerd door drie energiecentrales:
- de fabriek van Samarin, gelegen op een hoogte van 1.389 m in de vallei, met een peltonturbine met vermogen van 0,9 MW, hier wordt ook met een deel van het stuwwater de Bisse d'Ayent bevoorraad;
- de centrale van Croix, gelegen op een hoogte van 922 m lager in de vallei, met een capaciteit van 66 MW (2 peltonturbines van elk 33 MW);
- de elektriciteitscentrale van Saint-Léonard, gelegen op een hoogte van 498 m in de Rhônevallei, met een vermogen van 34 MW door 2 francisturbines van 17 MW.

De gemiddelde productie over twintig jaar tussen 1989 en 2009 lag in de buurt van 250 GWh.
De Lienne, ontsprongen bij de Rawilpas, wordt na de opvang in het stuwmeer deels door de waterkanalen van de hydro-elektrische centrales afgevoerd maar vloeit ook deels via de oorspronkelijke bedding dalwaarts. Na de passage in de centrales van Samarin en Croix wordt het turbinewater terug gevoegd bij de bedding waar een Croix-compensatiebekken is gevormd door een 15 m hoge aarden dijk. Vanuit dit bekken stroomt terug een deel natuurlijk via het rivierbekken maar wordt ook een deel via kanalen naar de derde centrale, deze van Saint-Léonard, geleid. Van daar wordt het water ook de Rhône ingeleid. Op de Lienne zelf is er stroomafwaarts nog een hydro-elektrische centrale, de kleine elektriciteitscentrale van Beulet die 2 GWh per jaar produceert met een turbinevermogen van 0,7 MW.

## Bisses
Vijf bisses werden, sommige al in de 15e eeuw, aangelegd om water van de Lienne over de alpen te verspreiden vanuit de vallei van de Lienne. Ondanks de bouw van de dam die ze had kunnen opdrogen, zijn ze bewaard gebleven.
Westkant van de Lienne, richting Anzère
- Bisse de Sion (gebouwd in de 20e eeuw): ter hoogte van het meer van Tseuzier
- Bisse d'Ayent (gelegd in 1442): na de aanleg van de Chamarin-elektriciteitscentrale en de verstoring van de oorspronkelijke waterloop, wordt van Chamarin water afgevoerd naar de bisse
- Bisse de Clavoz: lager gelegen deel van de Lienne

Oostkant van de Lienne, richting Crans-Montana
- Bisse de Lens (1450): niveau van het compensatiebekken van Croix.
- Bisse de Sillonin (1450): lager deel van de Lienne.